# Ferdinand Lorenz von Tilly

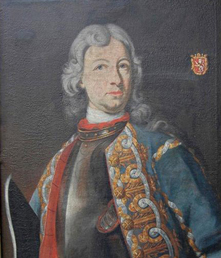
Porträt von Ferdinand Lorenz Franz Xaver T’Serclaes von Tilly zu Breitenegg, gemalt von Hans Georg Asam

Ferdinand Lorenz Franz Xaver T’Serclaes von Tilly zu Breitenegg (* 11. August 1666 auf Schloss Holnstein; † 9. Januar 1724 in Linz) gehörte dem Reichsgrafenstand an und war Philosoph und Bauherr. Mit seinem Tod erlosch das alte Geschlecht der T’Serclaes-Tilly im Mannesstamm.

## Leben

### Familie
Ferdinand Lorenz war der Sohn von Ernst Emmerich T’Serclaes von Tilly († 1675) und Maria Anna Freiin von Haslang zu Hohenkammer († 1692). Geschwister waren Maria Johanna (* Mai 1671, † 27. April 1672), Maria Elisabeth (* 1675; † 1676) und Maria Judith Monika (* 1667; † 13. Mai 1687), Maria Anna Katharina (1668–1744) und Anton Ferdinand (1663–1682, wahrscheinlich auf der standesgemäßen Kavalierstour in Venedig). Sein Großvater Werner T’Serclaes von Tilly (1599–1653) kaufte während des Dreißigjährigen Krieges einige Herrschaften in Österreich und erbaute in Volkensdorf das Schloss Tillysburg. 1682 starb sein älterer Bruder Anton Ferdinand. 1684 übernahm der achtzehnjährige Ferdinand Lorenz die Regentschaft. 

### Ausbildung, Beruf, Karriere
Ferdinand Lorenz wuchs wahrscheinlich in Holnstein auf, wo in der Pfarrkirche ein Epitaph seiner Eltern und drei Schwestern zu sehen ist. Als er neun Jahre alt war, starb 1675 sein Vater. Ab dem folgenden Jahr besuchte er das Jesuitenkolleg Ingolstadt, wo er nach Abschluss der Gymnasialzeit Jura und Philosophie studierte. Sein Studium schloss er 1685 unter den Professoren Maximilian Rassler und Balthasar Stromair mit der approbierten Disputation „Physiologia Tum Veterum Tum Novatorum De Rerum Corporearum Elementis“ (dt. Naturkunde sowohl alter als auch neuer physischer Elemente) ab. Gewidmet Kurfürst Max Emanuel und dessen Ehefrau Maria Antonia von Österreich erschien sie auch im Druck. In der Widmung nennt er sich Ferdinand Lorenz Reichsgraf von Tilly. Er lebte daraufhin wahrscheinlich hauptsächlich noch in der Oberpfalz, spätestens seit dem Spanischen Erbfolgekrieg aber in Linz.
Die Höhenburg Helfenberg wurde in den Jahren 1696–1700 von Giovanni Antonio Viscardi als Baumeister im Auftrag des Grafen in ein Barockschloss umgebaut. Georg Asam und dessen Sohn Cosmas Damian waren für die Ausmalungen des Schlosses zuständig. Ebenso ließ Tilly die Wallfahrtskirche Maria Hilf in Freystadt nach Viscardis Plänen errichten.
Ferdinand Lorenz unternahm im Spanischen Erbfolgekrieg kein militärisches Kommando gegen den Hochstift Eichstätt, seine Untertanen mussten aber Schanzwerke für die Verteidigung errichten, mit denen er sie zurückließ. Als im März 1703 bei Holnstein Angreifer eintrafen, flüchteten Ferdinand Lorenz’ ungefähr einhundert Untertanen nach Freystadt und hissten dort beim Eintreffen der Kaiserlichen die weiße Fahne.
Ferdinand Lorenz starb 1724 unverheiratet. Seine Mannlehen Freystadt, Hohenfels (mit Schloss) und Markt Holnstein gingen an Kurbayern zurück. Seine verwitwete Schwester Maria Anna Katharina, Reichsgräfin von Montfort, galt als große Wohltäterin, verkaufte die ererbten Herrschaftssitze und Stadthäuser, u. a. das Graf Tilly`sche Haus in Wels, in Oberösterreich und zog sich nach Breitenbrunn zurück, wo sie 1744 starb. Sie waren die letzten zwei Familienmitglieder der T’Serclaes von Tilly.

## Weitere Literatur
- Lehan Graf zu Langenfeld: Helfenberg: Die Burg und Herrschaft, am Faden der Geschichte der Operpfalz, Buchdruckerei des kath. Erziehungsvereins (L. Auer), Selbstverlag, Neuburg a. D. 1875, S. 71. (Online über Google Books)
- Martin Kaiser: Geschichte der Herrschaft Breitenegg und der Pfarrei Breitenbrunn. Ein Beispiel zum historische Rechte gegenüber den schlimmen Folgen der Benefizien-Unionen aus der Zeit der Gegenpäpste, Druck und Verlag Josef Habbel, Regensburg 1893, (Online über Google Books, mit Fehler in der Jahreszahl handschriftlich korrigiert, mit ausführliche Vita seiner Schwester als Erbe)